# Hajnt
Hajnt (jid. ‏הײַנט‎, pol. Dzisiaj) – dziennik społeczno-polityczny w języku jidysz ukazujący się od 1908 do 1939, wydawany w Warszawie.

## Historia
Gazetę założył w roku 1908 Samuel Jackan. Kolejnymi redaktorami czasopisma byli m.in. Abraham Goldberg, Jehoszua Gotlieb, Izaak Grünbaum oraz Chaim i Noach Finkelstein. Gazeta była kontynuacją czasopisma „Jidiszes Togblat”.
Wydawany był przez Spółdzielnię Wydawniczą „Alt-Naj”, nakład wynosił od 40 do 50 tysięcy egzemplarzy. Siedziba redakcji znajdowała się przy ulicy Chłodnej 8.
„Hajnt” był jedną z najbardziej poczytnych gazet żydowskich. Dziennik od początku miał zabarwienie syjonistyczne, a od objęcia stanowiska redaktora naczelnego przez Grünbauma na początku lat dwudziestych stał się w zasadzie organem polskiej Organizacji Syjonistycznej.
Z dziennikiem współpracowali między innymi: Szolem Alejchem, Hilel Cajtlin, Dawid Frischmann, Szalom Asz, Hirsz Dawid Nomberg, Ozjasz Thon, Nachum Sokołow, Mosze Sneh, Dawid Ben Gurion, Jerzy Borejsza, Chaim Finkelsztajn, Jehoszua Gotlieb, Izaak Grünbaum, Apolinary Hartglas, Menachem Kipnis, Bernard Singer i Ze’ew Żabotyński.
Przy „Hajncie” ukazywał się szereg periodyków, m.in. „Welt Szpigel”, „Handels-Cajtung” (1924–1927), „Handels-Welt” (1928–1939), „Ba-Derech” (w języku hebrajskim, 1932–1937), „Ha-Boker”, „Hajntige Najes” (1928–1939), „Nowa Palestyna” oraz „Opinia”.
Stali prenumeratorzy „Hajntu” otrzymywali bezpłatnie dzieła klasyków literatury żydowskiej. Gazeta organizowała ważne akcje społeczne i interwencyjne.
Dziennik ukazywał się jeszcze w pierwszych dniach wojny. Ostatni numer, ograniczony do dwóch stron, ukazał się 22 września 1939 roku.